# Beaucoups of Blues
Beaucoups of Blues är ett musikalbum av Ringo Starr som utgavs 1970 på skivbolaget Apple Records. Det utgavs bara fem månader efter hans första soloalbum Sentimental Journey. Albumet är ett renodlat country and western-album inspelat i Nashville, Tennessee under två dagars tid och fick ett betydligt varmare mottagande än det första albumet. På skivan medverkar musiker som Charlie Daniels, Charlie McCoy, Jerry Reed och D.J. Fontana. Skivan blev ingen större framgång i Europa, men listnoterades i USA där den nåde plats 65 på Billboard 200.

## Låtlista
(kompositör inom parentes)
1. "Beaucoups of Blues" (Buzz Rabin) - 2:33
2. "Love Don't Last Long"	(Chuck Howard) - 2:45
3. "Fastest Growing Heartache in the West" (Larry Kingston, Fred Dycus) - 2:34
4. "Without Her" (Sorrells Pickard) - 2:35
5. "Woman of the Night" (Pickard) - 2:21
6. "I'd Be Talking All the Time" (Howard, Kingston) - 2:10
7. "$15 Draw" (Pickard) - 3:29
8. "Wine, Women and Loud Happy Songs" (Kingston) - 2:18
9. "I Wouldn't Have You Any Other Way" (Howard) - 2:57
10. "Loser's Lounge" (Bobby Pierce) - 2:23
11. "Waiting" (Howard) - 2:54
12. "Silent Homecoming" (Pickard) - 3:55